# Liceo classico statale Ugo Foscolo (Albano Laziale)
Il liceo classico statale "Ugo Foscolo" è un liceo classico con sede nella città di Albano Laziale.
Fondato nel 1961, è una delle scuole superiori più importanti e popolose dei Castelli Romani. Il plesso della sede centrale è stato uno dei primi progetti dell'architetto Sandro Benedetti.

## Storia
Già dall'anno scolastico 1881/1882 risulta operativo ad Albano un ginnasio comunale, l'unico dei Castelli Romani. Il ginnasio aveva sede nel palazzo di Propaganda Fide, acquisito al patrimonio del Comune di Albano nel 1856. L'edificio si trova nel centro storico di Albano Laziale, nell'area del Tridente seicentesco di Albano, in via Propaganda (appunto), proprio dirimpetto all'attuale sede centrale del liceo.
Nell'anno scolastico 1891/1892 il ginnasio comunale pareggiato di Albano aveva 33 iscritti. Nel corso dell'ultimo decennio del XIX secolo, l'opportunità di tenere attivo il ginnasio venne messa in discussione dagli amministratori locali, e nel settembre 1893 il ginnasio comunale venne chiuso.
Il poeta Giulio Salvadori (1862-1928) insegnò nel ginnasio comunale di Albano tra il novembre 1885 e l'estate 1890.
Nell'ottobre 1900 venne aperto ad Albano un ginnasio regio, provvisto di una convenzione con il locale seminario vescovile, al fine di permettere il soggiorno come convittori ai ragazzi che venivano da fuori città. Nell'anno scolastico 1911/1912, il ginnasio regio denominato "Vittorio Emanuele III" aveva 64 iscritti, di cui 10 ragazze.
Il ginnasio regio "Vittorio Emanuele III" nel 1908 ebbe come insegnante il filosofo Pantaleo Carabellese (1877-1948), e come preside Giuseppe Del Pinto, benemerito studioso di Albano.
Nel 1946 il ginnasio perse la denominazione "Vittorio Emanuele III" e venne provvisoriamente ospitato nei locali di Palazzo Savelli, sede comunale di Albano.
Nel 1961 venne istituito il liceo classico statale, ospitato in un edificio in Via dei Travoni. Il primo preside fu il prof. Fernando Maroni.
Contestualmente, venne avviata la costruzione dell'attuale plesso della sede centrale, progettato dall'architetto Sandro Benedetti. L'edicio scolastico occupò un'area adibita in precedenza a campo sportivo, situata tuttavia all'interno dell'antico perimetro dei Castra Albana, accampamento militare fondato dall'imperatore Settimio Severo nel III secolo. Sono notevoli infatti i ruderi romani inglobati all'interno del plesso.
Le attività della scuola si trasferirono nel nuovo edificio a partire dall'anno scolastico 1964/1965.
Già a metà degli anni Settanta, in seguito all'aumento della popolazione scolastica, il liceo ebbe bisogno di sedi succursali: dapprima in locali di fortuna in via Castro Partico, poi per un periodo nei vicini locali del Seminario vescovile, presso la chiesa di San Paolo, quindi nell'edificio della dismessa sede Telecom in via San Francesco d'Assisi, ed infine dal 2005/2006 in un locale di proprietà del Comune di Albano in via Gioacchino Rossini, presso la stazione ferroviaria di Albano. La sede succursale, completamente ristrutturata nel 2009/2010, poteva ospitare 9 classi.
A fine anni Ottanta il liceo fu una delle prime scuole italiane ad avviare le sperimentazioni proposte dalla Commissione ministeriale guidata dall'onorevole Beniamino Brocca: il cosiddetto "piano Brocca" ha caratterizzato l'offerta formativa del liceo fino all'abolizione di questo indirizzo decretata dalla cosiddetta "riforma Gelmini" per l'anno scolastico 2010/2011. Analogamente furono avviate le sperimentazioni bilinguismo e "mini-sperimentale" inglese e storia dell'arte quinquennali.
Un'altra sperimentazione avviata dal liceo, quella del liceo classico linguistico, ha dato vita al liceo classico statale James Joyce di Ariccia, nato come succursale del "Foscolo", che ha ottenuto l'autonomia solo nel 2001/2002, in seguito all'enorme incremento di iscritti.

## Logo

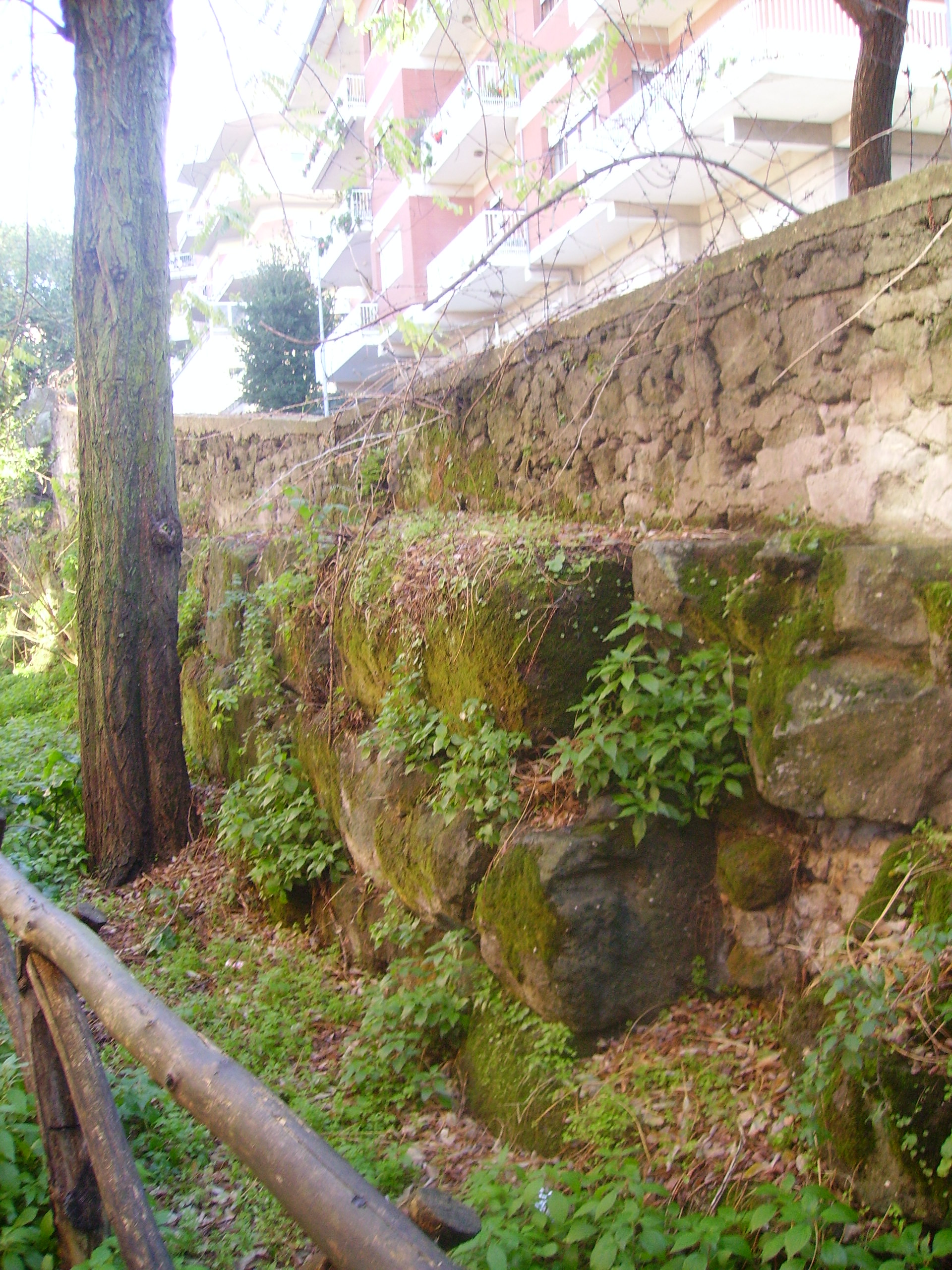
Immagine di un tratto delle mura dei Castra Albana sul retro del liceo.

Il logo del liceo è strutturato con la lettera F racchiusa in un quadrato con al suo interno un cerchio.

## Motto
Il motto ufficiale del liceo è la locuzione latina con funzione esortativa "Sapere aude".

## Strutture
Il liceo dispone attualmente (2020) di una sede,collocata nel centro storico di Albano Laziale.
La sede centrale, in via San Francesco d'Assisi 34, è stata progettata da Sandro Benedetti, all'epoca agli inizi della sua carriera, che lo ha portato ad essere uno dei più importanti progettisti di luoghi di culto della seconda metà del Novecento (si pensi alla chiesa dei Santi Gioacchino e Anna a Cinecittà o al Santuario di San Francesco a Paola, in provincia di Cosenza). Poco distante dal liceo, Benedetti negli stessi anni progettò la chiesa del Cuore Immacolato della Vergine Maria.
Nella sede centrale si trovano l'Aula Magna intitolata allo storico preside Mario Forte, la biblioteca (ricca di quasi 3000 volumi), il laboratorio linguistico-multimediale, il laboratorio di scienze e la palestra, dove il pomeriggio si tengono attività sportive. All'esterno esiste un campo di pallavolo/basket e una parete attrezzata per l'arrampicata sportiva (quattro vie di arrampicata per 9 metri di altezza).
L'edificio della sede centrale si trova all'interno dell'antico perimetro dei Castra Albana, accampamento militare di epoca romana (III secolo) in cui era acquartierata la Legio II Parthica Severiana. Un tratto delle mura del castrum, che includono una torre quadrangolare (accesso dalla proprietà delle Figlie di Maria Immacolata adiacente al liceo), sono ancora oggi visibili e delineano il perimetro del liceo nel lato sud-est, lungo via Castro Partico. Questo tratto, della lunghezza di 142 metri, è il tratto più lungo della cerchia del castrum sopravvissuto ai secoli. Duecento metri più a valle del liceo peraltro si trovano i resti ben conservati della porta principalis sinixtra dell'antico accampamento.
Esisteva fino al 2018 anche una sede succursale, situata in via Gioacchino Rossini, erano presenti un laboratorio multimediale, una sala proiezioni ed un'aula mini-palestra (ma la grande Palestra comunale di via Vascarelle si trova giusto di fronte all'edificio, e viene utilizzata anche dai ragazzi della scuola).
Dal 2021 esiste una sede succursale sita all'interno dell'istituto Garrone ad Albano

## Iniziative
Il liceo collabora attivamente con l'INDA, Istituto Nazionale del Dramma Antico: a partire dall'anno scolastico 2009/2010 ogni anno un gruppo di studenti interpreta una tragedia greca al Festival internazionale del Teatro classico dei giovani di Palazzolo Acreide allestita in collaborazione con l'Associazione Culturale "Il Circolo degli Scipioni MMIX" e con il regista Simone Giustinelli.
Dal 2002 è attivo un laboratorio di regia cinematografica, diretto da Luca Piermarteri, all'interno del quale gli studenti apprendono la teoria e la tecnica del linguaggio audiovisivo, realizzando ogni anno un film di diploma. Le opere della Foscolo Film Production sono da anni presentate e premiate nei festival nazionali dedicati alle scuole; tra le altre, ricordiamo la vittoria al Giffoni Film Festival 2013 con il cortometraggio "L'atroce caso R." e il Premio Save The Children 2016 con l'opera "Geode".
Il giornalino ufficiale, interamente realizzato dagli studenti, è l'Hugo Folk.
- Laboratorio Teatrale "Carla De Miceli".
- Corso di fotografia, tenuto dal fotografo naturalista Vincenzo Mazza
- Centro Sportivo Scolastico con corsi di Tennis Tavolo, Arrampicata Sportiva, Pallapugno leggera, tiro con l'arco, kayak.